# Пам'ятки історії Зарічненського району
У Зарічненському районі Рівненської області нараховується 29 пам'яток історії.
| №  | Назва                                                                                   | Адреса                                                         |
| -- | --------------------------------------------------------------------------------------- | -------------------------------------------------------------- |
| 1  | Могила партизана Романенко Ф. М.                                                        | с. Олександрове                                                |
| 2  | Братська могила радянських воїнів                                                       | с. Бродниця                                                    |
| 3  | Братська могила радянських партизан                                                     | с. Вичівка                                                     |
| 4  | Братська могила партактивістів                                                          | с-ще Зарічне, громадське кладовище                             |
| 5  | Братська могила радянських воїнів і партизан                                            | с-ще Зарічне, парк                                             |
| 6  | Пам'ятник воїнам радянської армії і УБН                                                 | с-ще Зарічне, вул. Ватутіна                                    |
| 7  | Пам'ятник воїнам-односельчанам                                                          | с. Комори                                                      |
| 8  | Пам'ятник воїнам-односельчанам                                                          | с. Кутин                                                       |
| 9  | Пам'ятник воїнам-визволителям                                                           | с. Кутин                                                       |
| 10 | Пам'ятник воїнам-односельчанам                                                          | с. Кухітська Воля                                              |
| 11 | Пам'ятник воїнам-односельчанам                                                          | с. Кухче                                                       |
| 12 | Пам'ятник воїнам-односельчанам                                                          | с. Локниця                                                     |
| 13 | Пам'ятник на честь обласної газети «Червоний прапор»                                    | с. Дібрівськ                                                   |
| 14 | Пам'ятник воїнам-односельчанам                                                          | с. Морочне                                                     |
| 15 | Пам'ятник воїнам-односельчанам                                                          | с. Нобель                                                      |
| 16 | Пам'ятник воїнам-односельчанам                                                          | с. Новорічиця                                                  |
| 17 | Пам'ятник воїнам-односельчанам                                                          | с. Неньковичі                                                  |
| 18 | Пам'ятник воїнам-землякам                                                               | с. Вичівка                                                     |
| 19 | Пам'ятник воїнам-односельчанам                                                          | с. Борове                                                      |
| 20 | Кладовище воїнів російської та німецької армії                                          | с. Ниговищі                                                    |
| 21 | Місце розстрілу єврейського населення                                                   | с. Морочне, північно-західна частина села, біля АЗС            |
| 22 | Місце розстрілу єврейського населення                                                   | с. Серники, північно-західна частина села, урочище «Пісковате» |
| 23 | Кладовище воїнів російської та німецької армії                                          | с. Кухітська Воля, біля церкви                                 |
| 24 | Пам'ятний знак землякам, які загинули у ВВВ                                             | с. Млинок, у центрі села, біля приміщення клубу                |
| 25 | Пам'ятник воїнам-землякам                                                               | с. Острівськ                                                   |
| 26 | Пам'ятник воїнам-односельчанам                                                          | с. Перекалля                                                   |
| 27 | Пам'ятник воїнам-односельчанам і жертвам УБН                                            | с. Річиця                                                      |
| 28 | Могила невідомого солдата                                                               | с. Серники                                                     |
| 29 | Пам'ятник Рівненському підпільному обкому КП/б/У та обласному штабу партизанського руху | с. Дібрівськ                                                   |